# Instituto Ponte Nova
Instituto Ponte Nova é um colégio público situado no município brasileiro de Wagner, no estado da Bahia. Fundado em 1906 por missionários estadunidenses nas proximidades do povoado de Cachoeirinha, teve grande importância no desenvolvimento do ensino na Chapada Diamantina e na expansão do presbiterianismo no Brasil. Além disso, exerceu influência determinante na educação e no modo de vida da sociedade em volta, uma vez que a escola atendia mais de trinta municípios. A cidade de Wagner surgiu no entorno desta estrutura, a partir do êxodo que houve para a proximidade, em função da escola e do hospital fundado à época por esse missionários.

## Fundação
As origens do Instituto Ponte Nova está relacionada com a Missão Presbiteriana que veio ao Brasil com o intuito de divulgar suas crenças religiosas, sendo conhecida como Missão Central do Brasil o grupo formado para percorrer os estados da Bahia, Sergipe, Goiás, Mato Grosso e norte de Minas Gerais.
Em 1905, a Missão Central do Brasil adquire a Fazenda Ponte Nova, cujo proprietário era Luiz Guimarães e Souza, um tenente coronel da Guarda Nacional. Em 29 de janeiro de 1906 o missionário presbiteriano norte-americano William Alfred Waddell, um dos fundadores do Ginásio Mackenzie e do Mackenzie College em São Paulo, fundou a Escola Americana de Ponte Nova, mais tarde chamada Instituto Ponte Nova, inicialmente com atividades de ensino primário nesta fazenda. William Alfred Waddell era casado com Laura Annesley Chamberlain, filha de George Chamberlain e Mary Ann Annesley, fundadores do Colégio Mackenzie em São Paulo.
As primeiras alunas foram seis meninas das famílias Dourado, Galvão e Lessa, comerciantes de grande representatividade à época.

## Ensino
Era obrigatório o ensino religioso, e todo financiamento se dava por parte das igrejas presbiterianas estadunidense. A escola funcionava em regime de internato para moças e rapazes. Foi idealizada e funcionou como uma escola secundária rural, que ofereceria os cursos normal, preparatório de pastores, auxiliar de enfermagem e técnico agrícola. O subsidio por parte dos americanos a esta escola se deu até 1971.
Não era somente uma instituição educacional de saberes, mas também uma formadora de comportamentos e hábitos, com o objetivo de que seus frequentadores absorvessem os conceitos da religião presbiteriana. Para atingir este fim, possuía um controle constante do tempo através de atividades modeladoras de comportamento visando incorporar aos estudantes a autodisciplina, uma "consciência moral" e o aprendizado da doutrina cristã, com a leitura diária da Bíblia. Apesar do enfoque religioso, o Instituto era aberto a qualquer estudante que o quisesse frequentar, indiferentemente do credo religioso.
Entre 1970 a 1980, esse colégio foi estadualizado, no entanto, possuindo o lema "Deus e Pátria aqui sempre lembrados", em 2020, o colégio operava com os seguintes níveis de ensino: Formativo II, Eixo IV – V; Formativo III, Eixo VI e VII; Ensino Fundamental (do 6.º ao 9.º ano); Normal (do 1.º ao  4.º ano); e Formação Geral (do 1.º ao 3.º ano).

## Estrutura
Inicialmente a escola funcionou no piso térreo do sobrado da fazenda. No final da década de 1920 foi construído o internato masculino, conhecido como Pavilhão Waddell, era composto de 13 quartos para abrigar quarenta internos. Era bem arejado e equipado com beliches e armários. A construção foi demolida em 1970 para dar lugar ao Colégio Estadual Afrânio Peixoto.
Na década de 1930 foram edificado três prédios de salas de aula com planta em formato de ferradura, dispondo de uma área central coberta que servia para recreação. Também foi instalada uma biblioteca, batizada como "Biblioteca Luiz Guimarães". Também foi neste período que o Pavilhão Bixler, o internato feminino, foi construído. Era um sobrado em estilo vitoriano que servia não só de residência para as alunas como também para as professoras do instituto. Abrigava também o refeitório.